# Tinzaouten
Tinzaouten (în arabă تين زاوتين) este o comună din provincia Tamanrasset, Algeria.
Populația comunei este de 4.157 de locuitori (2008).